# Mina de la Valenciana

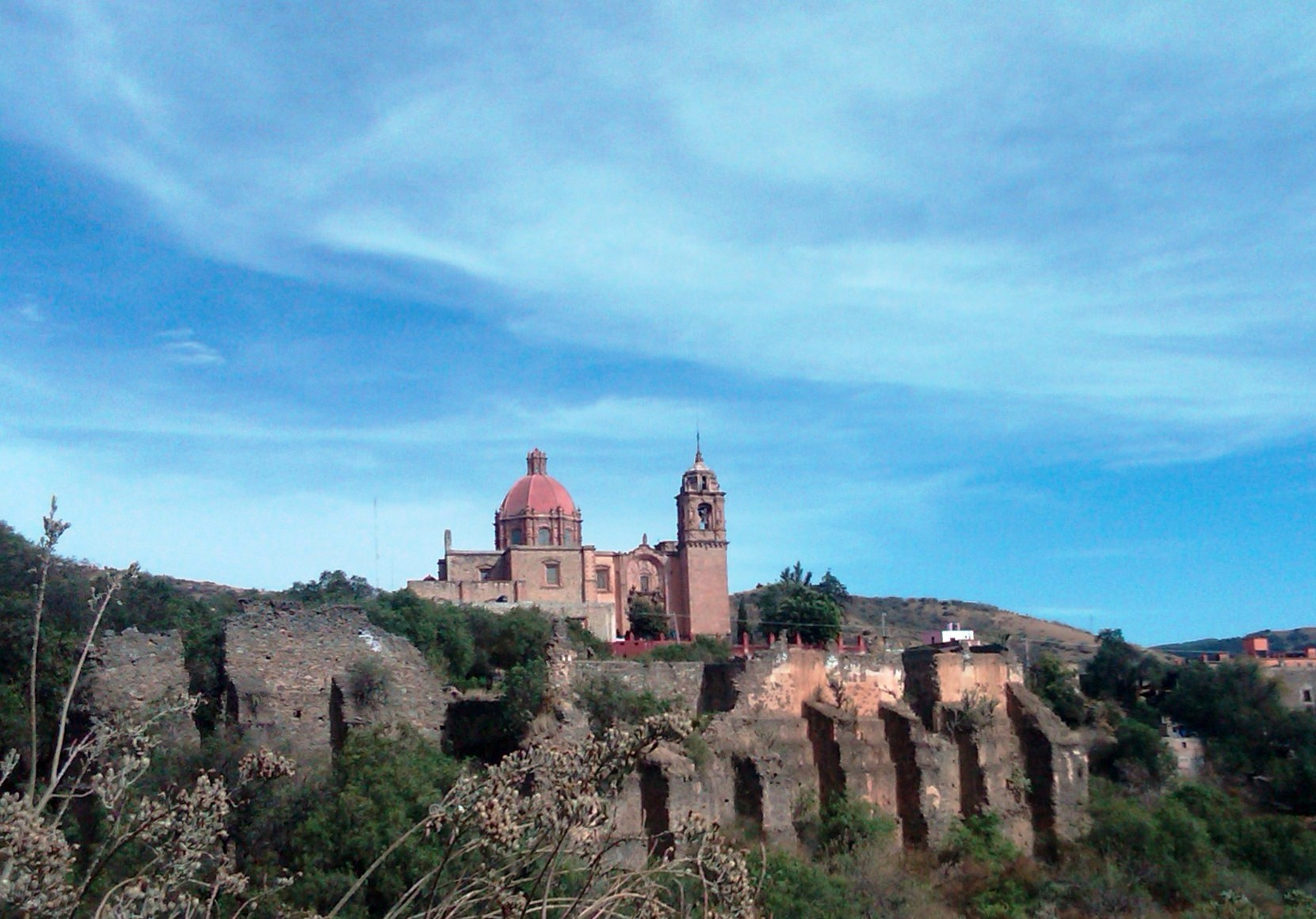
Complejo de la Mina La Valenciana en Guanajuato, México

 La mina de la Valenciana se encuentra en Guanajuato, México. Comenzó a explotarse en el siglo XVI. Su extracción de plata era tan abundante que su producción equivalía a las dos terceras partes del total que se obtenía de este metal en toda la Nueva España. Actualmente pertenece a la Sociedad Cooperativa de Minera Metalúrgica Santa Fe de Guanajuato y sigue siendo explotada a una profundidad de 760 m. La mina la valenciana es un tipo de mina subterránea.

## Historia
Aunque la veta madre de Guanajuato fue descubierta en 1548, la mina de la Valenciana alcanzó sus niveles de mayor producción de 1768 a 1804. En 1760 el joven Antonio de Obregón y Alcocer obtuvo un préstamo del mercader de la mina de Rayas, Pedro Luciano Otero. Durante varios años ambos siguieron invirtiendo en la mina hasta que en 1768 su producción se incrementó de manera considerable. Durante varios lustros la mina de La Valenciana produjo más plata que todas las minas del virreinato del Perú, siendo socios de Obregón, los señores Otero y Diego Rul. El 20 de marzo de 1780 el rey Carlos III de España —por petición del virrey Antonio María de Bucareli y Ursúa— le otorgó a Obregón los títulos de vizconde de la Mina y Conde de La Valenciana, ubicada en Guanajuato, México.
En 1788 su hijo Antonio Alonso de Obregón y de la Barreda lo sucedió, si bien heredó los títulos, la propiedad de la mina se dividió en veinticuatro acciones, los descendientes de Obregón mantuvieron diez acciones, la familia de Otero doce acciones y la familia de Juan Antonio de Santa Ana dos acciones. El 8 de agosto de 1803 Alexander von Humboldt visitó la mina, de acuerdo a su Ensayo político sobre el reino de la Nueva España la mina había “dado a sus dueños de cuatrocientos a seiscientos millones de pesos, a lo menos, de utilidad anual”. Durante sus años de bonanza se empleaban más de tres mil trabajadores. En 1803 la mina se explotaba a una profundidad de 185 metros, en 1810 su producción fue suspendida. Para 1815 la profundidad alcanzada para su explotación era de 514 metros.

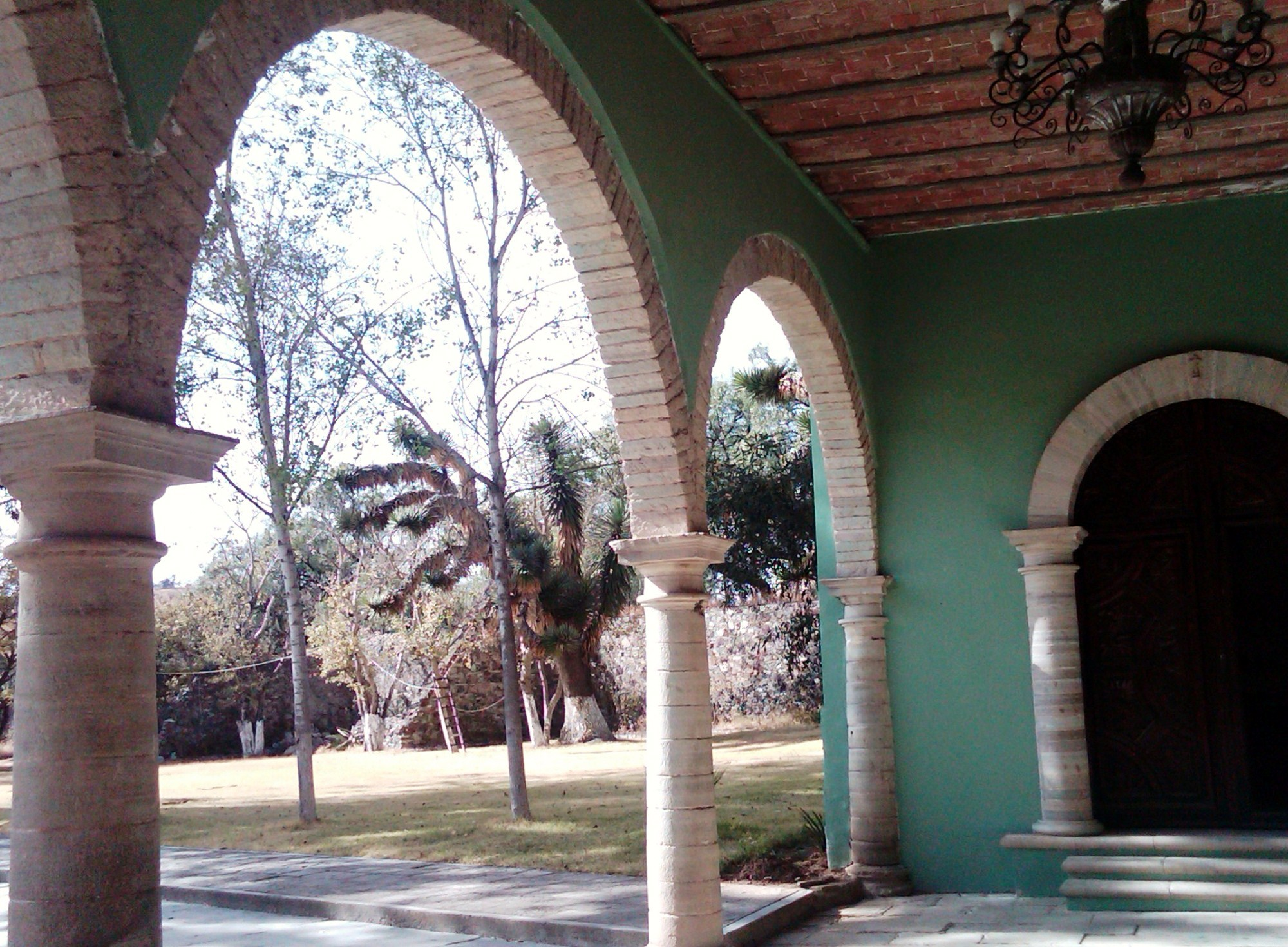
Interior de la sede de la Mina La Valenciana en Guanajuato, México

En 1810, durante el inicio de la guerra de la independencia de México, la mayor parte de los mineros participó en la toma de la Alhóndiga de Granaditas, poco después formaron el regimiento Valencia que estuvo bajo las órdenes del coronel Casimiro Chovell y del ingeniero en minas Ramón Fabié. En 1817, Xavier Mina intentó tomar la plaza de Guanajuato, al fracasar en su objetivo ordenó incendiar la maquinaria de la mina.
De 1848 a 1865 la administración de la Valenciana estuvo en manos de Francisca Pérez de Gálvez, hacia finales de este ciclo la compañía familiar se encontraba descapitalizada y con varias de sus minas inundadas. En 1865 su sobrino Miguel Rul tomó la administración emprendiendo un proceso de rehabilitación, mediante la venta de sus propiedades agrícolas inyectó capital a sus propiedades mineras. En 1872 formó la Compañía Restauradora de Valenciana y en 1877 La Concordia para trabajar las minas de Mellado y Rayas, adicionalmente invirtió en otras minas de la Casa Rul en Guanajuato.
Para 1878 La Valenciana pudo producir nuevamente el mayor volumen de plata de Guanajuato, logrando extaer 15 456 toneladas en 1887. Pero el promedio de volumen de extracción cayó a 5900 toneladas entre 1885 y 1888, para 1889 sólo se lograron extraer 2400 toneladas. En la década de 1890 la Negociación Minera de Casa Rul en Guanajuato se encontró en franca crisis, además de la baja productividad, el precio del metal disminuyó en un 40 %. Cuando Miguel Rul murió en 1897, la administración fue llevada por su viuda Mariana Olmedo y su cuñado José Olmedo. Los Olmedo —quienes también provenían de una familia minera del estado de Hidalgo— operaron las minas de 1898 a 1904 mediante la sociedad Negociación Minera de Casa Rul en Guanajuato. En 1900 la producción de La Valenciana se redujo a la mitad y continuó bajando sus volúmenes de extracción durante los siguientes tres años. En 1904 los Olmedo vendieron la sociedad a la compañía estadounidense Guanajuato Reduction and Mines Company.
Durante la Revolución mexicana la mayor parte de los trabajos mineros fueron suspendidos, a partir de 1922 la inversión de capitales estadounidenses reactivó este sector. No obstante el panorama cambió con la crisis de 1929 y la baja de producción de las minas que se registró en México. En 1936 una huelga de mineros en La Valenciana se prolongó hasta 1937. Debido a estos problemas laborales y a la baja en la productividad, finalmente, la mina pasó a manos de los trabajadores de la sección 4 del Sindicato Nacional de Trabajadores Mineros, Metalúrgicos y Similares de la República Mexicana, quienes constituyeron la Sociedad Cooperativa Minero Metalúrgica Santa Fe de Guanajuato.

## Iglesia de San Cayetano

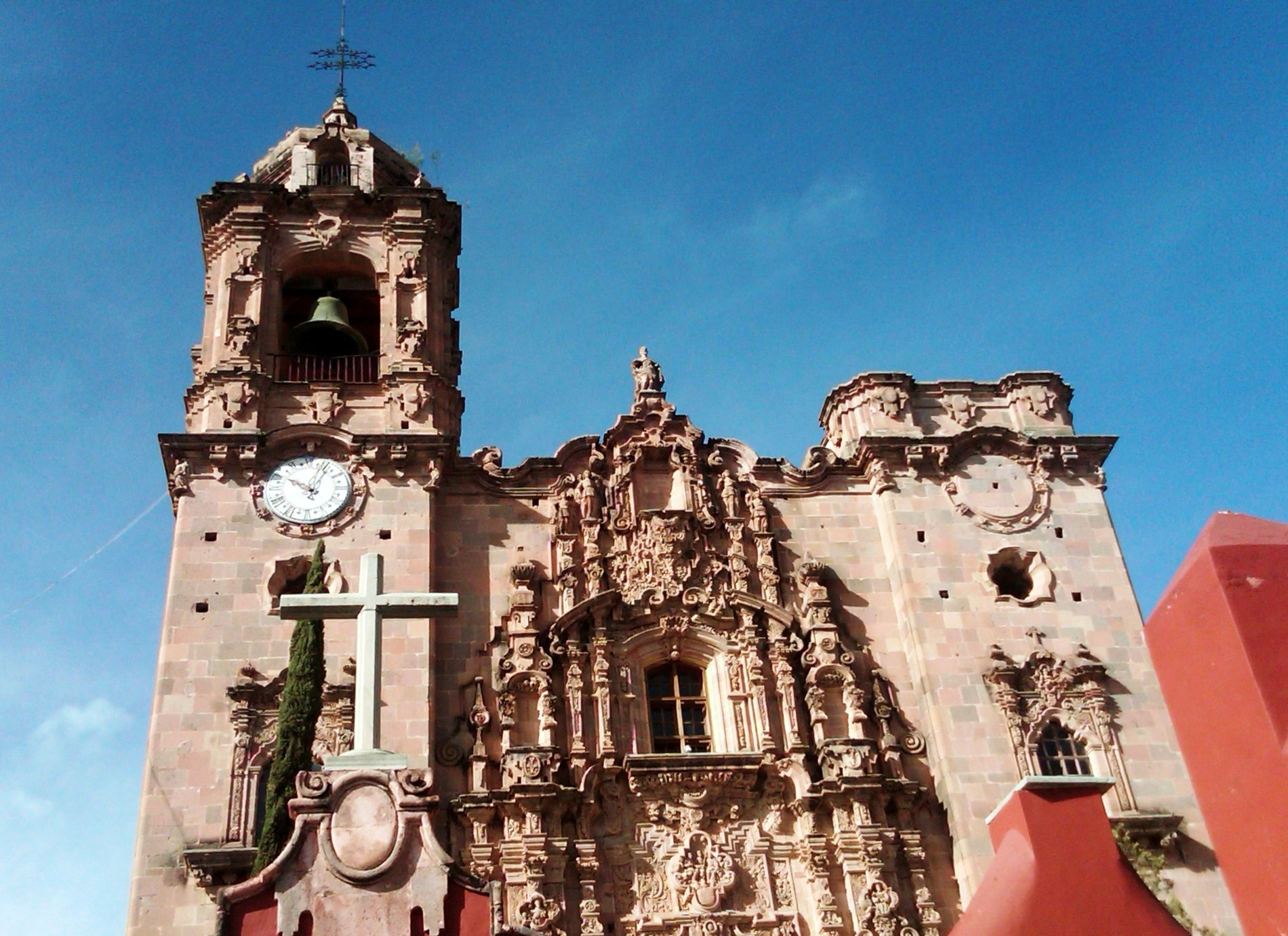
Iglesia de San Cayetano, Guanajuato, México

En la población que creció a su lado se erigió el templo dedicado a San Cayetano, su construcción se inició en 1775 y se finalizó en 1788. La obra fue dirigida por los arquitectos Andrés de la Riva y Jorge Archundia, es de cantera rosa y su estilo es churrigueresco.